# 脇村典夫
脇村 典夫（わきむら のりお、1939年11月29日 - 2014年8月19日）は、日本の経営者。大林組第6代社長、会長を務めた。和歌山県出身。

## 経歴
1962年に京都大学工学部建築学科を卒業し、同年に大林組に入社。1993年6月に取締役に就任し、1995年6月に常務、1997年6月に専務を経て、2001年6月には副社長に就任し、2005年6月に社長に昇格。2007年6月から特別顧問を務めた。
2014年8月19日肝硬変のために死去。74歳没。